# Santiago Nonualco
Santiago Nonualco é um município localizado no departamento de La Paz, em El Salvador.